# LOCOLOTION
《LOCOLOTION》，日本樂團橘子新樂園（ORANGE RANGE）的第6張單曲。2004年6月9日發行。是橘子新樂園的代表作之一，但因為著作權侵害問題備受爭議。

## 簡介
和前作一樣取得Oricon公信榜冠軍，不過發售第一週以微弱差距不敵堂本剛的《WAVER》排行第2位，到第二週才取得冠軍，並且蟬聯兩週。
總銷量超過50萬張，是2004年度日本單曲銷量第7位，也是橘子新樂園銷量第三高的單曲。
2004年年底，首次被邀請上NHK紅白歌合戰（第55回）演唱這首歌，在沖繩最大的駐日美軍基地「嘉手納空軍基地」前端演唱會上連線直播出演。
《LOCOLOTION》和另一首歌曲《上海HONEY》的廣泛傳唱橘子新樂園成為一支典型「夏季樂團」，在朝日電視台音樂節目《MUSIC STATION》每年評選的「夏季歌曲」中，《LOCOLOTION》都名列前茅。

## 抄襲問題
單曲發售後，取得佳績。但同時有人發現《LOCOLOTION》的旋律和美國黑人女性歌手小艾娃（Little Eva）1962年的著名單曲《The Loco-Motion》非常相似，懷疑是抄襲之作。一石激起千層浪，經過網絡上的熱烈討論，包括《讀賣週刊》、《日刊現代》、《月刊才藏》等眾多媒體都對此事進行了報導。《The Loco-Motion》版權所屬的唱片公司EMI也向日方提出嚴正抗議，並打算進行國際訴訟。
為了回應大眾的質疑，橘子新樂園在其官方網站上開設了一個專門頁面，直接放上兩首歌曲，請求外界作出判斷是否屬於盜作，結果大部分人認為是盜作。於是橘子新樂園和唱片公司決定採取承認盜作和致歉的態度。
在2004年年底的NHK紅白歌合戰上，主辦單位徵得全部團員同意，將歌曲資訊改為「作詞、作曲：Carole King / Gerry Goffin；日本語詞：ORANGE RANGE」。收錄這張單曲的錄音室專輯《musiQ》中正式將這首歌標準為翻唱。
而CD單曲內的其餘兩首c/w曲也涉嫌著作權侵害問題。《MONKEY MAGIC》翻唱自日本樂團GODIEGO的同名歌曲；《ORANGE BOAT》涉嫌抄襲了美國歌手哈利·貝拉方提歌曲《Banana Boat》的一部分。年度大熱的單曲內，沒有一首歌曲是原創。
後來橘子新樂園隊長NAOTO在雜誌《bounce》接受採訪並對抄襲事件發表意見，坦誠「當時的口號就是『抄襲吧！』」，因為當時認為應大膽模仿前人中取得進步。此番言論又引起軒然大波。

## 收錄曲目
1. LOCOLOTION（ロコローション）
作詞、作曲：傑瑞·葛芬、卡洛爾·金
大塚飲料「MATCH」的電視廣告歌曲
2. MONKEY MAGIC
翻唱自GODIEGO的同名曲（日语：Monkey Magic）。英語歌詞
3. ORANGE BOAT
作詞、作曲：Irving Burgie William Attaway ORANGE RANGE。
4. LOCOLOTION～RYUKYUDISKO REMIX～